# FIFA Mobile
FIFA Mobile (auch FIFA Fussball) ist ein von EA Mobile und EA Canada entwickeltes und von EA Sports für iOS und Android veröffentlichtes Fußballsimulationsspiel. Es wurde am 11. Oktober 2016 für iOS und Android veröffentlicht. Das Spiel war für Microsoft Windows nur bis 2017 verfügbar. Es wurde am 16. August 2016 auf der Gamescom 2016 vorgestellt.

## Gameplay & Inhalte
Das Spiel basiert auf dem Modus der Konsolen- und PC-Version FIFA Ultimate Team (FUT), allerdings mit starken Abweichungen.

### Divisionen
Das Spiel beinhaltet den „VS Angriff“-Modus, in dem die Spieler hauptsächlich die Angriffe eines Spiels spielen. Sie müssen auch Gegenangriffe des gegnerischen Teams verteidigen. Die Chancen basieren auf den GES- und Chemiewerten des Teams. Der VS-Angriffsmodus ist ein asynchroner rundenbasierter Multiplayer.
Außerdem beinhaltet es mit „1-gegen-1“ einen synchronen Multiplayer mit einem kompletten Spiel.
In diesen beiden Modi werden mit Siegen Punkte verdient. Bei einer bestimmten Punktzahl steigt man auf. Ein Abstieg ist ebenfalls möglich. Außerdem gibt es wöchentliche und weltweite Bestenlisten.

### Events
Das Spiel enthält Events, (teilweise) zu aktuellen Ereignissen in der realen Welt, in welchen unter anderem Minispiele („Skill-Spiele“), die auf Fähigkeiten wie Schießen, Passspiel, Dribbling und Torwart basieren, enthalten sind. Es umfasst auch Veranstaltungen, die auf der Champions League und anderen Ligen auf der ganzen Welt basieren. In Events können spezifische Event-Spieler, Münzen sowie weitere Währungen erhalten werden.
Außerdem gibt es Dauerevents oder sich wiederholende Events.
Teil des Icons-Events sind Spieler, die ihre Karriere bereits beendet haben. Sie sind im Icon-Event sowie in diversen anderen Events erhältlich. Sie können nicht auf dem Markt verkauft werden. Zudem tragen sie zur Chemie bei, egal neben welchem Spieler sie angeordnet werden.
Das Player-of-the-Month-Event ist ein monatliches Event, bei durch Spiele im Modus VS-Angriff oder 1-gegen-1 sogenannte POTM-Punkte, Spieler und Münzen erhalten werden können. Mit POTM-Punkten kann monatlich der POTM-Spieler erworben werden. Der verfügbare Spieler ist ein Spieler, der im vergangenen Monat besondere Leistungen erbracht hat.
Das Wochenende-Turnier ist ein Turnier, in dem ein neues Team aus Wochenende-Turnier-Spielern zusammengestellt werden muss, mit dem wöchentlich gegen andere Spieler angetreten werden kann, um Boni zu erhalten.

### Star-Pass
Der Star-Pass ist ein monatliches Kapitel, in dem Spieler durch tägliche und wöchentliche Aufgaben Fortschritte erzielen können. Dabei gibt es auf jeder Stufe neue Belohnungen. Zudem gibt es einen käuflich erwerbbaren Premium-Pass, in dem verbesserte Boni, unter anderem 1.000 FIFA Points enthalten sind. Die Boni im Star Pass bessert sich mit jedem Pass.

### Ligen
Spielern ist es möglich, eine Liga zu eröffnen aber auch einer solchen beizutreten. In dieser Liga gibt es einen Text-Chat, um mit den anderen Mitgliedern kommunizieren zu können. Durch Liga-Turniere gegen andere Ligen können Vorteilspunkte erhalten werden. In einer Championship wird im Ko-Modus der beste Spieler der Liga ermittelt. Außerdem können andere Mitglieder zum Duell herausgefordert werden.
Spiele in der Liga finden immer im VS-Angriff-Modus statt.

### Squad Building Challenges
Squad Building Challenges (SBC) sind Aufgaben in diversen Events, bei denen ein komplettes Team (oder ein Teil davon) mit bestimmten Anforderungen eingetauscht wird gegen Boni.

### Spieler- und Teamwerte
Der GES-Wert ist der Wert eines Spielers bzw. einer ganzen Mannschaft. Der Wert bei Spielern setzt sich aus den einzelnen Attributen zusammen und kann mit Trainings-Erfahrungspunkten (kurz TXP) und Münzen trainiert werden. Der GES-Wert einer Mannschaft setzt sich aus Skill-Boosts, Spieler-GES, eingesetzten Vorteilspunkten und Spielerrängen zusammen.
Die Chemie des Teams ist ein Wert, der aus Spielern entsteht, die nebeneinander angeordnet sind und aus der gleichen Liga, dem gleichen Team, Event oder Land kommen. Der maximale Chemie-Wert und der Wert können mit dem Einsatz von Vorteilspunkten erhöht werden.
Mit Rangsplittern, anderen Spielern und Münzen kann der Rang eines Spielers aufgewertet werden. Dabei wird im Grunde nicht der Spielerwert, sondern lediglich der Teamwert erhöht.
Jeder Spieler ist einem Skill-Boost zugeordnet. Skill-Boosts können mit Münzen verbessert werden und verbessern die Spieler sowie den Teamwert.

### Markt
Auf dem Markt können Spieler verkauft werden. Wenn sie bereits verbessert wurden, werden sie dabei auf ihren ursprünglichen Wert zurückgesetzt. Außerdem können auf dem Markt Spieler gesucht und mit Münzen gekauft werden. Der Preis orientiert sich an Angebot und Nachfrage.

### Shop
Im Shop können mit diversen Währungen sowie Echtgeld Boni gekauft werden. Bei Events gibt es zusätzlich einen Event-Shop.

### Ingame-Währungen
Es gibt diverse Währungen. Die FIFA Points können (nur) mit Echtgeld erworben sowie im Premium-Starpass erhalten werden. Für 2,29 € erhält man 150 FIFA Points, für 5,49 € 500, für 10,99 € 1.050, für 21,99 € 2.200, für 54,99 € 5.750 und für 119,99 € 12.000.
Außerdem gibt es Gems, die über Tägliche Aufgaben verdient werden können sowie mit FIFA Points erworben werden können. Mit Gems können Event-Währungen gekauft werden.
Event-Währungen sind Währungen, die nur in bestimmten Events benutzt werden können. Nach Ende des Events können sie nicht mehr benutzt werden. Sie können meist durch Skill-Spiele erhalten werden sowie mit FIFA Points und Gems erworben werden.
Münzen sind die Währung, mit der Spieler auf dem Markt gekauft werden und verbessert werden können. Sie sind durch diverse Aktionen im Spiel erhältlich.
TXP ist eine Währung, die zum Verbessern von Spielern benötigt werden.
Energie lädt sich bis zu einem Grenzwert auf und wird benötigt, um Spiele und Skill-Spiele zu spielen. Für Skill-Spiele und Spiele in Events gibt es häufig Event-Energie.
Weitere Währungen sind Vorteilspunkte (durch Liga-Turniere), VIP-Punkte (durch tägliche Liga-Mitgliedschaft und das Ausgeben von Echtgeld), XP (für das Konto-Level).

### Trikots und Mannschaft
Im Spiel können Trikots aus Events und von realen Teams ausgewählt werden, die man in bestimmten Events erhält. Außerdem kann man eine (reale) Mannschaft auswählen. Bei Spielen sind die Fans und die Banner dann für diese Mannschaft. Diese Fortschritte werden am Ende der Saison nicht zurückgesetzt.
Außerdem besitzt jeder Spieler Benutzer-Logos sowie Wappen, welche durch Events oder anderweitige Fortschritte freigeschaltet werden können.

### Tägliche Aktualisierung
Zur täglichen Aktualisierung werden neue Events, Aufgaben und Inhalte hinzugefügt. Sie findet täglich um 19 Uhr UTC statt (20 Uhr MEZ/21 Uhr MESZ).

### Adidas GMR
Im März 2020 gab FIFA Mobile eine Kooperation mit Adidas bekannt. Als Folge dieser Kooperation brachte Adidas eine Sohle mit dem Namen „Adidas GMR“ heraus, welcher es Spielern ermöglichte, durch Sport in der realen Welt Fortschritte in FIFA Mobile zu erzielen. Die Sohle erkennt Schüsse, Pässe und gelaufene Distanz. Die Daten können mittels der App „Adidas GMR“ eingesehen und synchronisiert werden. In FIFA Mobile finden sich dazu wöchentliche Challenges, und eine Bestenliste sowie dauerhafte Erfolge.
Im Juni 2021 gab FIFA Mobile bekannt, dass Adidas GMR ab dem 30. September 2021 nicht mehr von FIFA Mobile unterstützt wird. Die Adidas GMR App würde jedoch weiterhin funktionieren.

## Entwicklung und Lizenzen
EA kündigte das Spiel am 16. August 2016 während der Gamescom 2016 an. Das Spiel wurde am 11. Oktober 2016 weltweit für iOS, Android und Microsoft Windows veröffentlicht. Im November 2017 beendete EA die Unterstützung für FIFA Mobile auf Windows-Geräten. Die Lizenzen sind die gleichen wie bei der Konsolen- und PC-Version.
Der Spielfortschritt wird größtenteils in jeder Version zurückgesetzt, allerdings wird am Angang jeder Saison ein Bonus basierend auf dem Team der vorherigen Saison ausgezahlt.
Die Bezeichnung seitens EA orientiert sich teilweise am Erscheinungsjahr statt an der Bezeichnung der FIFA Ultimate Team Version.

### FIFA Mobile 17
- Die J1 League und der J.League Cup wurden zum Spiel hinzugefügt.[25]
- 18 Teams aus der Campeonato Brasileiro Série A wurden zum Spiel hinzugefügt. Corinthians und Flamengo, die einen Exklusivitätsvertrag mit Konami für Pro Evolution Soccer unterzeichnet haben, wurden nicht hinzugefügt.
- Fünf Série-B-Teams aus Brasilien wurden ebenfalls hinzugefügt.[26]

### FIFA Mobile 18
- Die 3. Liga aus Deutschland wurde hinzugefügt.[27]
- Die Turkish Super Liga wurde erneut hinzugefügt, nachdem EA seine Lizenz erneuert hat.[28][29]
- Anlässlich der WM 2018 brachte FIFA Mobile einen neuen Modus zur WM heraus, in dem ein Nationalteam gebildet werden musste.[30]

### FIFA Mobile 19
- Die UEFA Champions League ist nun Teil des Spiels.[31]
- Die Serie A wurde hinzugefügt.[32]
- Das Spiel enthält nun die CSL.[33][34][35]
- Die Premjer-Liga ist nicht mehr enthalten.[36] Die Teams CSKA Moskau, Spartak Moskau und Lokomotive Moscow wurden beibehalten
- Dinamo Zagreb, Dynamo Kyiv, Slavia Praha und Viktoria Plzen wurden zum Spiel hinzugefügt
- Boca Juniors erscheint als „Buenos Aires FC“ im Spiel, da der Verein einen Vertrag mit Konami unterzeichnet hat;[37]
- Aus den gleichen Gründen erscheint Colo-Colo als CD Viñazur.

Aufgrund der Konami-Verträge mit bestimmten brasilianischen Vereinen ist der Campeonato Brasileiro de Futebol Campeonato Brasileiro Série A erneut unvollständig dargestellt, diesmal mit nur 15 Vereinen. Die Vereine São Paulo, Palmeiras, Corinthians, Flamengo und Vasco da Gama, die alle Konami-Partner sind, sind nicht enthalten. Die verbleibenden brasilianischen Vereine haben zwar ein lizenziertes Branding, jedoch keinen ihrer Spieler aufgrund eines anhaltenden gerichtlichen Streits über Bildrechte, der im Gegensatz zu anderen Ländern individuell mit jedem Spieler ausgehandelt wird.
Außerdem beinhaltet das Spiel seit FIFA Mobile 19 einen synchronen „1-gegen-1“-Modus, in dem ein komplettes Spiel gegen einen anderen Spieler gespielt wird.

### FIFA Mobile 20
Das Spiel enthält nun mehr als 30 offizielle Ligen, über 700 Vereine und über 17.000 Spieler.
- Zum ersten Mal enthalten ist die Rumänische Liga 1 und seine 14 Mannschaften
- Ebenfalls hinzugefügt wurde die Indian Super League (ISL) mit allen 10 Vereinen
- Außerdem, nach vermehrten Nachfragen der Fans, der Club Al Ain aus den Vereinigten Arabischen Emiraten[38][39][40]

Folgende Änderungen gab es im Spiel:
- Der „Star-Pass“ wurde hinzugefügt
- Vorteilspunkte und Ränge wurden hinzugefügt
- Erstmals war das Event „Retro-Team“ verfügbar, in dem man mit seinem Team der vorherigen Saison spielen konnte.[23][41]

### FIFA Mobile 21
- Erspielbare Wappen und Emotes wurden hinzugefügt
- Aufgrund von Verträgen mit dem Konkurrenten Konami sind unter anderem die AS Rom und Juventus Turin aus der italienischen Serie A nicht mehr als solche enthalten. Da weiterhin Verträge für die Spieler mit der Serie A bestehen, wurden lediglich die Vereinsnamen, -trikots und -logos verändert.

### FIFA Mobile 22
Im November 2021, also gut ein Jahr nach der Veröffentlichung von FIFA Mobile 21, veröffentlichte EA Sports die Beta-Version für FIFA Mobile 22 für Kanada, Indien und Rumänien.
Mit der endgültigen Veröffentlichung der neuen Version im Januar 2022, welche anders als üblich deutlich vom gängigen 1-Jahres-Rhythmus abwich, wurden weite Teile der asiatischen Versionen übernommen. Hierzu zählen beispielsweise das Menü, Kommentatoren, Stadien und Stadionatmosphäre. Obwohl die asiatischen Versionen, nun inhaltlich größtenteils deckungsgleich, weiter existierten, unterstützt die globale Version nun wieder alle dieser Länder.
Außerdem ist das Spiel nun, wie (zuvor) die einzelnen asiatischen Versionen, in mehrere Regionen aufgeteilt. Dadurch sind Accounts beim Matchmaking und sonstigen In-game-Kontakten auf die eigene Region beschränkt.
Das Spiel enthält über 15.000 Spieler und 600 Teams.
Im Februar 2022 wurde bekannt gegeben, dass das Spiel in Vietnam nicht mehr spielbar ist.
Im Zuge des Überfalls Russlands auf die Ukraine im Frühjahr 2022 wurden russische Mannschaften aus dem Spiel entfernt.
Anlässlich zur WM 2022 wurde ein WM-Modus hinzugefügt, in dem alle 32 Nationalmannschaften spielbar sind.

## Ableger
In China existiert eine andere Version von FIFA Mobile, welche im chinesischen Store TapTap unter dem Namen „FIFA Mobile World“ verfügbar ist. Diese Version unterscheidet sich im Design und teilweise im Inhalt sowie den Boni. Sie ist nur mit einer Registration bei chinesischen Diensten wie WeChat benutzbar.
Im März 2020 kündigte EA in Kooperation mit Nexon eine neue Version von FIFA Mobile für koreanische Benutzer an. Das Spiel basiert grob auf der chinesischen Version und ist in Korea im Google Play Store, bei QooApp und im App Store verfügbar. Eine Anmeldung bei anderen Diensten ist nicht erforderlich. Im App Store startete die Beta am 16. Mai und der Release erfolgte am 9. Juni 2020.
Ende Juli 2020 unterschrieb Nexon einen Vertrag mit Electronic Arts, um einen weiteren Ableger von FIFA Mobile in Japan zu veröffentlichen. Dieser Ableger wurde Ende August herausgebracht und stimmte größtenteils mit der koreanischen Version überein.
Mit der Veröffentlichung der globalen Version von FIFA Mobile 22 wurde ein Großteil der Features der asiatischen Ableger übernommen, diese existieren jedoch weiterhin.